# César a la millor revelació masculina
El César a la millor revelació masculina (en francès: César de la meilleur révélation masculine) és un premi cinematogràfic francès entregat des de 1983 per l'Acadèmia de les Arts i Tècniques de Cinema de França (en francès: Académie des arts et techniques du cinéma).
Va començar anomenant-se César a la millor jove esperança masculina (César du meilleur jeune espoir masculin), fins al 2004. L'any 2005 va passar a dir-se César a la millor esperança masculina (César du meilleur espoir masculin), i al 2024 va adoptar la denominació actual.
Fa anys no hi havia límits ni d'edat ni de filmografía, pel que es va donar el fet que alguns actors fossin nominats més d'una vegada, encara que cap d'ells va resultar guanyador més d'un cop. Actualment, els votants només poden escollir els actors que figuran a una Llista de revelacions que escull el Comité de Revelacions de l'Acadèmia.

## Palmarès
- Font: Pàgina oficial del premi.

### Dècada del 1980
| Any                   | Actor                       | Títol original       | Títol en català | Pais |
| --------------------- | --------------------------- | -------------------- | --------------- | ---- |
| 1983                  |                             |                      |                 |      |
| Christophe Malavoy    | Family rock                 | -                    | França          |      |
| Jean-Paul Comart      | La balance                  | -                    | Bèlgica         |      |
| Tcheky Karyo          | La balance                  | -                    | França          |      |
| Dominique Pinon       | Le Retour de Martin Guerre  | -                    | França          |      |
| 1984                  |                             |                      |                 |      |
| Richard Anconina      | Tchao pantin                | -                    | França          |      |
| Jean-Hugues Anglade   | L'homme blessé              | L'home ferit         | França          |      |
| François Cluzet       | Vive la sociale             | Vive la sociale      | França          |      |
| Jacques Penot         | Au nom de tous les miens    | -                    | França          |      |
| 1985                  |                             |                      |                 |      |
| Pierre-Loup Rajot     | Souvenirs, souvenirs        | -                    | França          |      |
| Xavier Deluc          | La triche                   | -                    | França          |      |
| Hippolyte Girardot    | Le bon plaisir              | El caprici           | França          |      |
| Benoît Regent         | La Diagonale du fou         | -                    | França          |      |
| 1986                  |                             |                      |                 |      |
| Wadeck Stanczak       | Rendez-vous                 | Rendez-vous          | França          |      |
| Lucas Belvaux         | Poulet au vinaigre          | -                    | Bèlgica         |      |
| Jacques Bonnaffé      | La tentation d'Isabelle     | -                    | Bèlgica         |      |
| Kader Boukhanef       | Le Thé au harem d'Archimède | -                    | França          |      |
| Jean-Philippe Ecoffey | L'effrontée                 | -                    | Suïssa          |      |
| 1987                  |                             |                      |                 |      |
| Isaach de Bankolé     | Black mic-mac               | -                    | Costa d'Ivori   |      |
| Cris Campion          | Pirates                     | Pirates              | França          |      |
| Jean-Philippe Ecoffey | Gardien de la nuit          | -                    | Suïssa          |      |
| Rémi Martin           | Conseil de famille          | Consell de família   | França          |      |
| 1988                  |                             |                      |                 |      |
| Thierry Frémont       | Travelling avant            | -                    | França          |      |
| Cris Campion          | Champ d'honneur             | -                    | França          |      |
| Pascal Légitimus      | L'oeil au beurre noir       | -                    | França          |      |
| François Negret       | Au revoir les enfants       | -                    | França          |      |
| 1989                  |                             |                      |                 |      |
| Stéphane Freiss       | Chouans                     | -                    | França          |      |
| Laurent Grévill       | Camille Claudel             | Camille Claudel 1915 | França          |      |
| Thomas Langmann       | Les années sandwiches       | -                    | França          |      |
| François Negret       | De bruit et de fureur       | -                    | França          |      |

### Dècada del 1990
| Any                  | Actor                                          | Títol original          | Títol en català | Pais |
| -------------------- | ---------------------------------------------- | ----------------------- | --------------- | ---- |
| 1990                 |                                                |                         |                 |      |
| Yvan Attal           | Un monde sans pitié                            | -                       | França          |      |
| Jean-Yves Berteloot  | Baptême                                        | -                       | França          |      |
| Thierry Fortineau    | Comédie d'été                                  | -                       | França          |      |
| Melvil Poupaud       | La fille de quinze ans                         | -                       | França          |      |
| Philippe Volter      | Les bois noirs                                 | -                       | Bèlgica         |      |
| 1991                 |                                                |                         |                 |      |
| Gérald Thomassin     | Le petit criminel                              | -                       | França          |      |
| Alex Descas          | S'en fout la mort                              | -                       | França          |      |
| Marc Duret           | Nikita                                         | Nikita                  | França          |      |
| Vincent Perez        | Cyrano de Bergerac                             | Cyrano de Bergerac      | França          |      |
| Philippe Uchan       | La gloire de mon père i Le château de ma mère  | -                       | França          |      |
| 1992                 |                                                |                         |                 |      |
| Manuel Blanc         | J'embrasse pas                                 | -                       | França          |      |
| Guillaume Depardieu  | Tous les matins du monde                       | Tots els matins del món | França          |      |
| Laurent Grévill      | L'année de l'éveil                             | -                       | França          |      |
| Thomas Langmann      | Paris s'éveille                                | -                       | França          |      |
| Chick Ortega         | Une époque formidable                          | -                       | França          |      |
| 1993                 |                                                |                         |                 |      |
| Emmanuel Salinger    | La Sentinelle                                  | -                       | França          |      |
| Xavier Beauvois      | Nord                                           | -                       | França          |      |
| Grégoire Colin       | Olivier, Olivier                               | -                       | França          |      |
| Olivier Martinez     | IP 5                                           | -                       | França          |      |
| Julien Rassam        | L'accompagnatrice                              | -                       | França          |      |
| 1994                 |                                                |                         |                 |      |
| Olivier Martinez     | Un deux trois soleil                           | -                       | França          |      |
| Guillaume Depardieu  | Cible émouvante                                | -                       | França          |      |
| Mathieu Kassovitz    | Métisse                                        | -                       | França          |      |
| Melvil Poupaud       | Les gens normaux n'ont rien d'exceptionnel     | -                       | França          |      |
| Christopher Thompson | Les marmottes                                  | -                       | França          |      |
| 1995                 |                                                |                         |                 |      |
| Mathieu Kassovitz    | Regarde les hommes tomber                      | -                       | França          |      |
| Charles Berling      | Petits arrangements avec les morts             | -                       | França          |      |
| Frédéric Gorny       | Les roseaux sauvages                           | Els joncs salvatges     | França          |      |
| Gaël Morel           | Les roseaux sauvages                           | Els joncs salvatges     | França          |      |
| Stéphane Rideau      | Les roseaux sauvages                           | Els joncs salvatges     | França          |      |
| 1996                 |                                                |                         |                 |      |
| Guillaume Depardieu  | Les apprentis                                  | Els aprenents           | França          |      |
| Vincent Cassel       | La Haine                                       | -                       | França          |      |
| Hubert Koundé        | La Haine                                       | -                       | França          |      |
| Saïd Taghmaoui       | La Haine                                       | -                       | França          |      |
| Olivier Sitruk       | L'appât                                        | -                       | França          |      |
| 1997                 |                                                |                         |                 |      |
| Mathieu Amalric      | Comment je me suis disputé...(ma vie sexuelle) | -                       | França          |      |
| Samuel le Bihan      | Capitaine Conan                                | Capità Conan            | França          |      |
| Benoît Magimel       | Les voleurs                                    | -                       | França          |      |
| Bruno Putzulu        | Les Aveux de l'innocent                        | -                       | França          |      |
| Philippe Torreton    | Capitaine Conan                                | Capità Conan            | França          |      |
| 1998                 |                                                |                         |                 |      |
| Stanislas Merhar     | Nettoyage à sec                                | -                       | França          |      |
| Sacha Bourdo         | Western                                        | Western                 | França          |      |
| Sergi López          | Western                                        | Western                 | Espanya         |      |
| Vincent Elbaz        | Les randonneurs                                | -                       | França          |      |
| José Garcia          | La vérité si je mens                           | Us enganyaria, jo?      | França          |      |
| 1999                 |                                                |                         |                 |      |
| Bruno Putzulu        | Petits désordres amoureux                      | -                       | França          |      |
| Lionel Abelanski     | Train de vie                                   | El tren de la vida      | França          |      |
| Guillaume Canet      | En plein coeur                                 | Decret d'innocència     | França          |      |
| Romain Duris         | Gadjo Dilo                                     | -                       | França          |      |
| Samy Naceri          | Taxi                                           | -                       | França          |      |

### Dècada del 2000
| Any                       | Actor                                   | Títol original                            | Títol en català | Pais |
| ------------------------- | --------------------------------------- | ----------------------------------------- | --------------- | ---- |
| 2000                      |                                         |                                           |                 |      |
| Eric Caravaca             | C'est quoi la vie ?                     | -                                         | França          |      |
| Clovis Cornillac          | Karnaval                                | -                                         | França          |      |
| Romain Duris              | Peut-être                               | -                                         | França          |      |
| Laurent Lucas             | Haut les coeurs!                        | -                                         | França          |      |
| Robinson Stévenin         | Mauvaises fréquentations                | -                                         | França          |      |
| 2001                      |                                         |                                           |                 |      |
| Jalil Lespert             | Ressources humaines                     | -                                         | França          |      |
| Jean-Pierre Lorit         | Une affaire de goût                     | -                                         | França          |      |
| Boris Terral              | Le roi danse                            | La passió del rei                         | França          |      |
| Cyrille Thouvenin         | La Confusion des genres                 | -                                         | França          |      |
| Malik Zidi                | Gouttes d'eau sur pierres brûlantes     | -                                         | França          |      |
| 2002                      |                                         |                                           |                 |      |
| Robinson Stévenin         | Mauvais genres                          | -                                         | França          |      |
| Eric Berger               | Tanguy                                  | Tanguy: què en fem, del nen?              | França          |      |
| Stefano Cassetti          | Roberto Succo                           | -                                         | Itàlia          |      |
| Grégori Derangère         | La chambre des Officiers                | -                                         | França          |      |
| Jean-Michel Portal        | La chambre des Officiers                | -                                         | França          |      |
| 2003                      |                                         |                                           |                 |      |
| Jean-Paul Rouve           | Monsieur Batignole                      | -                                         | França          |      |
| Lorànt Deutsch            | 3 zéros                                 | -                                         | França          |      |
| Morgan Marinne            | Le fils                                 | El fill                                   | França          |      |
| Gaspard Ulliel            | Embrassez qui vous voudrez              | -                                         | França          |      |
| Malik Zidi                | Un moment de bonheur                    | -                                         | França          |      |
| 2004                      |                                         |                                           |                 |      |
| Grégori Derangère         | Bon Voyage                              | -                                         | França          |      |
| Nicolas Duvauchelle       | Les corps impatients                    | -                                         | França          |      |
| Pascal Elbé               | Père et fils                            | Père et Fils                              | França          |      |
| Grégoire Leprince-Ringuet | Les égarés                              | -                                         | França          |      |
| Gaspard Ulliel            | Les égarés                              | -                                         | França          |      |
| 2005                      |                                         |                                           |                 |      |
| Gaspard Ulliel            | Un long dimanche de fiançailles         | Llarg diumenge de festeig                 | França          |      |
| Osman Elkharraz           | L'esquive                               | -                                         | França          |      |
| Damien Jouillerot         | Les fautes d'orthographe                | -                                         | França          |      |
| Jérémie Renier            | Violence des échanges en milieu tempéré | -                                         | Bèlgica         |      |
| Malik Zidi                | Les temps qui changent                  | Els temps canvien                         | França          |      |
| 2006                      |                                         |                                           |                 |      |
| Louis Garrel              | Les amants réguliers                    | -                                         | França          |      |
| Walid Afkir               | Caché                                   | Caché                                     | França          |      |
| Adrien Jolivet            | Zim and co.                             | -                                         | França          |      |
| Gilles Lellouche          | Ma vie en l'air                         | -                                         | França          |      |
| Aymen Saïdi               | Saint-Jacques... La Mecque              | Pelegrins                                 | França          |      |
| 2007                      |                                         |                                           |                 |      |
| Malik Zidi                | Les amitiés maléfiques                  | -                                         | França          |      |
| Gela Babluani             | 13 Tzameti                              | -                                         | Geòrgia         |      |
| Rasha Bukvic              | La Californie                           | -                                         | Sèrbia          |      |
| Arié Elmaleh              | L'école pour tous                       | -                                         | Marroc          |      |
| Vincent Rottiers          | Le passager                             | -                                         | França          |      |
| James Thierrée            | Désaccord parfait                       | Desacord perfecte                         | França          |      |
| 2008                      |                                         |                                           |                 |      |
| Laurent Stocker           | Ensemble, c'est tout                    | Junts i res més                           | França          |      |
| Nicolas Cazalé            | Le fils de l'épicier                    | Un estiu a la Provença                    | França          |      |
| Grégoire Leprince-Ringuet | Les chansons d'amour                    | Les chansons d'amour                      | França          |      |
| Johan Libéreau            | Les témoins                             | Els testimonis                            | França          |      |
| Jocelyn Quivrin           | 99 F                                    | -                                         | França          |      |
| 2009                      |                                         |                                           |                 |      |
| Marc-André Grondin        | Le premier jour du reste de ta vie      | El primer dia de la resta de la teva vida | França          |      |
| Ralph Amoussou            | Aide-toi, le ciel t'aidera              | -                                         | França          |      |
| Laurent Capelluto         | Un conte de Noël                        | -                                         | Bèlgica         |      |
| Grégoire Leprince-Ringuet | La belle personne                       | La belle personne                         | França          |      |
| Pio Marmaï                | Le premier jour du reste de ta vie      | El primer dia de la resta de la teva vida | França          |      |

### Dècada del 2010
| Any                       | Actor                                    | Títol original                 | Títol en català | Pais |
| ------------------------- | ---------------------------------------- | ------------------------------ | --------------- | ---- |
| 2010                      |                                          |                                |                 |      |
| Tahar Rahim               | Un prophète                              | Un profeta                     | França          |      |
| Firat Ayverdi             | Welcome                                  | -                              | França          |      |
| Adel Bencherif            | Un prophète                              | Un profeta                     | França          |      |
| Vincent Lacoste           | Les beaux gosses                         | Els guapos                     | França          |      |
| Vincent Rottiers          | Je suis heureux que ma mère soit vivante | -                              | França          |      |
| 2011                      |                                          |                                |                 |      |
| Edgar Ramirez             | Carlos, le film                          | Carlos                         | Veneçuela       |      |
| Arthur Dupont             | Bus Palladium                            | -                              | França          |      |
| Pio Marmaï                | D'amour et d'eau fraîche                 | -                              | França          |      |
| Grégoire Leprince-Ringuet | La princesse de Montpensier              | -                              | França          |      |
| Raphaël Personnaz         | La princesse de Montpensier              | -                              | França          |      |
| 2012                      |                                          |                                |                 |      |
| Grégory Gadebois          | Angèle et Tony                           | -                              | França          |      |
| Nicolas Bridet            | Tu seras mon fils                        | -                              | França          |      |
| Guillaume Gouix           | Jimmy Rivière                            | -                              | França          |      |
| Pierre Niney              | J'aime regarder les filles               | -                              | França          |      |
| Dimitri Storoge           | Les Lyonnais                             | Les Lyonnais                   | França          |      |
| 2013                      |                                          |                                |                 |      |
| Matthias Schoenaerts      | De rouille et d'os                       | De rovell i d'os               | Bèlgica         |      |
| Félix Moati               | Télé Gaucho                              | -                              | França          |      |
| Kacey Mottet Klein        | L'enfant d'en haut                       | Germana                        | França          |      |
| Pierre Niney              | Comme des frères                         | Comme des frères               | França          |      |
| Ernst Umhauer             | Dans la maison                           | A la casa                      | França          |      |
| 2014                      |                                          |                                |                 |      |
| Pierre Deladonchamps      | L'inconnu du lac                         | -                              | França          |      |
| Paul Bartel               | Les Petits Princes                       | -                              | França          |      |
| Paul Hamy                 | Suzanne                                  | -                              | França          |      |
| Vincent Macaigne          | La fille du 14 juillet                   | -                              | França          |      |
| Nemo Schiffman            | Elle s'en va                             | -                              | França          |      |
| 2015                      |                                          |                                |                 |      |
| Kévin Azaïs               | Les Combattants                          | -                              | França          |      |
| Ahmed Dramé               | Les Héritiers                            | La professora d'història       | França          |      |
| Kirill Emelyanov          | Eastern Boys                             | Eastern Boys                   | França          |      |
| Pierre Rochefort          | Un beau dimanche                         | -                              | França          |      |
| Marc Zinga                | Qu'Allah bénisse la France               | -                              | Bèlgica         |      |
| 2016                      |                                          |                                |                 |      |
| Rod Paradot               | La Tête haute                            | -                              | França          |      |
| Swann Arlaud              | Les anarchistes                          | -                              | França          |      |
| Quentin Dolmaire          | Trois souvenirs de ma jeunesse           | Trois souvenirs de ma jeunesse | França          |      |
| Félix Moati               | À trois on y va                          | A la de tres...                | França          |      |
| Finnegan Oldfield         | Les Cowboys                              | -                              | França          |      |
| 2017                      |                                          |                                |                 |      |
| Niels Schneider           | Diamant noir                             | -                              | França          |      |
| Jonas Bloquet             | Elle                                     | Elle                           | França          |      |
| Damien Bonnard            | Rester vertical                          | Rester vertical                | França          |      |
| Corentin Fila             | Quand on a 17 ans                        | Quan tens 17 anys              | França          |      |
| Kacey Mottet Klein        | Quand on a 17 ans                        | Quan tens 17 anys              | Suïssa          |      |
| 2018                      |                                          |                                |                 |      |
| Nahuel Pérez Biscayart    | 120 battements par minute                | 120 pulsacions per minut       | Argentina       |      |
| Benjamin Lavernhe         | Le sens de la fête                       | C'est la vie                   | França          |      |
| Finnegan Oldfield         | Marvin ou la belle éducation             | Marvin ou la belle éducation   | França          |      |
| Pablo Pauly               | Patients                                 | -                              | França          |      |
| Arnaud Valois             | 120 battements par minute                | 120 pulsacions per minut       | França          |      |
| 2019                      |                                          |                                |                 |      |
| Dylan Robert              | Shéhérazade                              | -                              | França          |      |
| Anthony Bajon             | La Prière                                | El creient                     | França          |      |
| Thomas Gioria             | Jusqu'à la garde                         | -                              | França          |      |
| William Lebghil           | Première année                           | Ments brillants                | França          |      |
| Karim Leklou              | Le monde est à toi                       | -                              | França          |      |

### Dècada del 2020
| Any                 | Actor                                   | Títol original                | Títol en català | Pais |
| ------------------- | --------------------------------------- | ----------------------------- | --------------- | ---- |
| 2020                |                                         |                               |                 |      |
| Alexis Manenti      | Les Misérables                          | Els miserables                | França          |      |
| Anthony Bajon       | Au nom de la terre                      | -                             | França          |      |
| Benjamin Lesieur    | Hors Normes                             | Especials                     | França          |      |
| Liam Pierron        | La Vie Scolaire                         | Els professors de Saint-Denis | França          |      |
| Djebril Zonga       | Les Misérables                          | Els miserables                | França          |      |
| 2021                |                                         |                               |                 |      |
| Jean-Pascal Zadi    | Tout simplement noir                    | -                             | França          |      |
| Guang Huo           | La Nuit Venue                           | -                             | Xina            |      |
| Félix Lefebvre      | Été 85                                  | Été 85                        | França          |      |
| Benjamin Voisin     | Été 85                                  | Été 85                        | França          |      |
| Alexandre Wetter    | Miss                                    | Miss                          | França          |      |
| 2022                |                                         |                               |                 |      |
| Benjamin Voisin     | Illusions perdues                       | Les il·lusions perdudes       | França          |      |
| Sandor Funtek       | Suprêmes                                | -                             | França          |      |
| Sami Outalbali      | Une histoire d'amour et de désir        | Una història d'amor i desig   | França          |      |
| Thimotée Robart     | Les Magnétiques                         | Magnetic Beats                | França          |      |
| Makita Samba        | Les Olympiades                          | París, districte 13           | França          |      |
| 2023                |                                         |                               |                 |      |
| Bastien Bouillon    | La Nuit du 12                           | La nit del 12                 | França          |      |
| Stefan Crepon       | Peter Von Kant                          | Peter von Kant                | França          |      |
| Dimitri Doré        | Bruno Reidal, confession d'un meurtrier | -                             | França          |      |
| Paul Kircher        | Le Lycéen                               | Dialogant amb la vida         | França          |      |
| Aliocha Reinert     | Petite Nature                           | Petite nature                 | França          |      |
| 2024                |                                         |                               |                 |      |
| Raphaël Quenard     | Chien de la casse                       | -                             | França          |      |
| Julien Frison       | Le Théorème de Marguerite               | El teorema de Marguerite      | Bèlgica         |      |
| Paul Kircher        | Le Règne animal                         | Le Règne animal               | França          |      |
| Samuel Kircher      | L'Été dernier                           | L'últim estiu                 | França          |      |
| Milo Machado-Graner | Anatomie d'une chute                    | Anatomia d'una caiguda        | França          |      |
| 2025                |                                         |                               |                 |      |
| Abou Sangaré        | L'Histoire de Souleymane                | -                             | Guinea          |      |
| Adam Bessa          | Les Fantômes                            | -                             | França          |      |
| Malik Frikah        | L'Amour ouf                             | -                             | França          |      |
| Félix Kysyl         | Miséricorde                             | -                             | França          |      |
| Pierre Lottin       | En fanfare                              | -                             | França          |      |